# Campionato panellenico di pallacanestro 1960-1961
Il campionato panellenico 1960-1961 è stata la 21ª edizione del massimo campionato greco di pallacanestro maschile. La vittoria finale è stata ad appannaggio del Panathīnaïkos.

## Risultati

### Stagione regolare
|    | Squadra           | G | V | P | PF  | PS  | Pt. | Qualificazione |
| -- | ----------------- | - | - | - | --- | --- | --- | -------------- |
| 1. | Panathīnaïkos     | 6 | 5 | 1 | 407 | 349 | 16  | spareggi       |
| 2. | Sporting Atene    | 6 | 5 | 1 | 377 | 351 | 16  | spareggi       |
| 3. | Īraklīs Salonicco | 6 | 5 | 1 | 409 | 363 | 16  | spareggi       |
| 4. | Aris Salonicco    | 6 | 3 | 3 | 358 | 358 | 12  |                |
| 5. | Tríton            | 6 | 2 | 4 | 360 | 375 | 10  |                |
| 6. | AEK Atene         | 6 | 1 | 5 | 429 | 458 | 8   |                |
| 7. | PAOK Salonicco    | 6 | 0 | 6 | 343 | 429 | 6   |                |

### Finale per il titolo
| Squadra 1     | Risultato | Squadra 2      |
| ------------- | --------- | -------------- |
| Panathīnaïkos | 57 - 52   | Sporting Atene |

| Campionato panellenico 1960-1961 |
| -------------------------------- |
| Panathīnaïkos 6º titolo          |

## Formazione vincitrice
| N° | Naz.              | Ruolo | Sportivo              |  | Alt. |  |
| -- | ----------------- | ----- | --------------------- |  | ---- |  |
|    | Grecia (bandiera) |       | Panos Koukopoulos     |  |      |  |
|    | Grecia (bandiera) |       | Petros Panagiōtarakos |  |      |  |
|    | Grecia (bandiera) |       | Makridis              |  |      |  |
|    | Grecia (bandiera) |       | Liamis                |  |      |  |
|    | Grecia (bandiera) |       | Zanos                 |  |      |  |
|    | Grecia (bandiera) |       | Koutsoukos            |  |      |  |
|    | Grecia (bandiera) |       | Tavoularis            |  |      |  |
|    | Grecia (bandiera) |       | Papakonstantopoulos   |  |      |  |
|    | Grecia (bandiera) |       | Mandilaris            |  |      |  |
|    | Grecia (bandiera) |       | Dedes                 |  |      |  |
|    | Grecia (bandiera) |       | Katsikidis            |  |      |  |
|    | Grecia (bandiera) |       | Nakios                |  |      |  |
|    | Grecia (bandiera) |       | Sitzakis              |  |      |  |
|    | Grecia (bandiera) | All.  | Nikos Mīlas           |  |      |  |